# Драгожани
Драгожани (мкд. Драгожани) су насеље у Северној Македонији, у јужном делу државе. Драгожани припадају општини Битољ.

## Географија
Насеље Драгожани је смештено у јужном делу Северне Македоније. Од најближег већег града, Битоља, насеље је удаљено 12 km северно.
Драгожани се налазе у западном делу Пелагоније, највеће висоравни Северне Македоније. Насељски атар је на североистоку равничарски, док се на југозападу издиже Облаковска планина. Северно од села тече речица Шемница. Надморска висина насеља је приближно 620 метара.
Клима у насељу је умереноконтинентална.

## Становништво
Драгожани су према последњем попису из 2021. године имали 117 становника.
| Национални састав према попису из 2021.‍ | Национални састав према попису из 2021.‍ | Национални састав према попису из 2021.‍ | Национални састав према попису из 2021.‍ | Национални састав према попису из 2021.‍ |
| --------------------------------------- | --------------------------------------- | --------------------------------------- | --------------------------------------- | --------------------------------------- |
|                                         |                                         |                                         |                                         |                                         |
| Македонци                               | Македонци                               |                                         | 112                                     | 95,7%                                   |

Већинска вероисповест био је православље.